# 临涣镇
临涣镇，是中华人民共和国安徽省淮北市濉溪县下辖的一个乡镇级行政单位。

## 行政区划
临涣镇下辖以下地区：
临涣村、铚城村、沈圩村、徐庙村、夹河村、石集村、湖沟村、梁庙村、高皇村、张楼村、临南村、沈桥村、刘油坊村、大高村、四里村、姚湖村、陈口村、徐楼村和海孜村。